# Галина Хачинс
Галина Хачинс (енгл. Halyna Hutchins, укр. Галина Хатчінс; дев. Андросович; 1979 — Албукерки, 21. октобар 2021) била је украјинско-амерички сниматељ и новинар. Радила је на преко 30 филмова, кратких филмова и мини-серија.
Преминула је 21. октобра 2021. године након што ју је на снимању филма Алек Болдвин нехотице упуцао.

## Филмографија
- 2015: The Secret of Joy
- 2015: Hidden
- 2017: The Providers
- 2017: Snowbound
- 2018—2021: A Luv Tale: The Series
- 2019: Darlin'
- 2019: Treacle
- 2020: Archenemy
- 2020: I Am Normal
- 2020: Blindfire
- 2020: To the New Girl
- 2021: The Mad Hatter
- 2021: Sunday's Child
- 2021: Rust